# Калугин, Михаил Дмитриевич
Михаи́л Дми́триевич Калу́гин (18 января 1882 — декабрь 1924) — русский общественный деятель и политик, член IV Государственной думы от города Санкт-Петербурга.

## Биография
Православный. Потомственный почетный гражданин. Крупный домовладелец Санкт-Петербурга (два дома).
Окончил реальное отделение частной гимназии Карла Мая и Электротехнический институт со званием инженера 1-го разряда. Слушал лекции на юридическом факультете Санкт-Петербургского университета.
Посвятил себя общественной деятельности, участвовал в работе организаций: Общества обывателей и избирателей, Русского технического общества, общества „Образование“ и других. Избирался гласным Санкт-Петербургской городской думы. Был членом редакции журналов «Земское дело» и «Городское дело». Состоял членом ЦК и секретарем партии прогрессистов.
В 1911 году, по поручению Русского технического общества и Общества охранения народного здравия, за собственный счет совершил поездку в пострадавшие от неурожая губернии на окраине страны «для установления нужд голодающего населения и организации помощи», организовал благотворительное общество в Тургайской области.

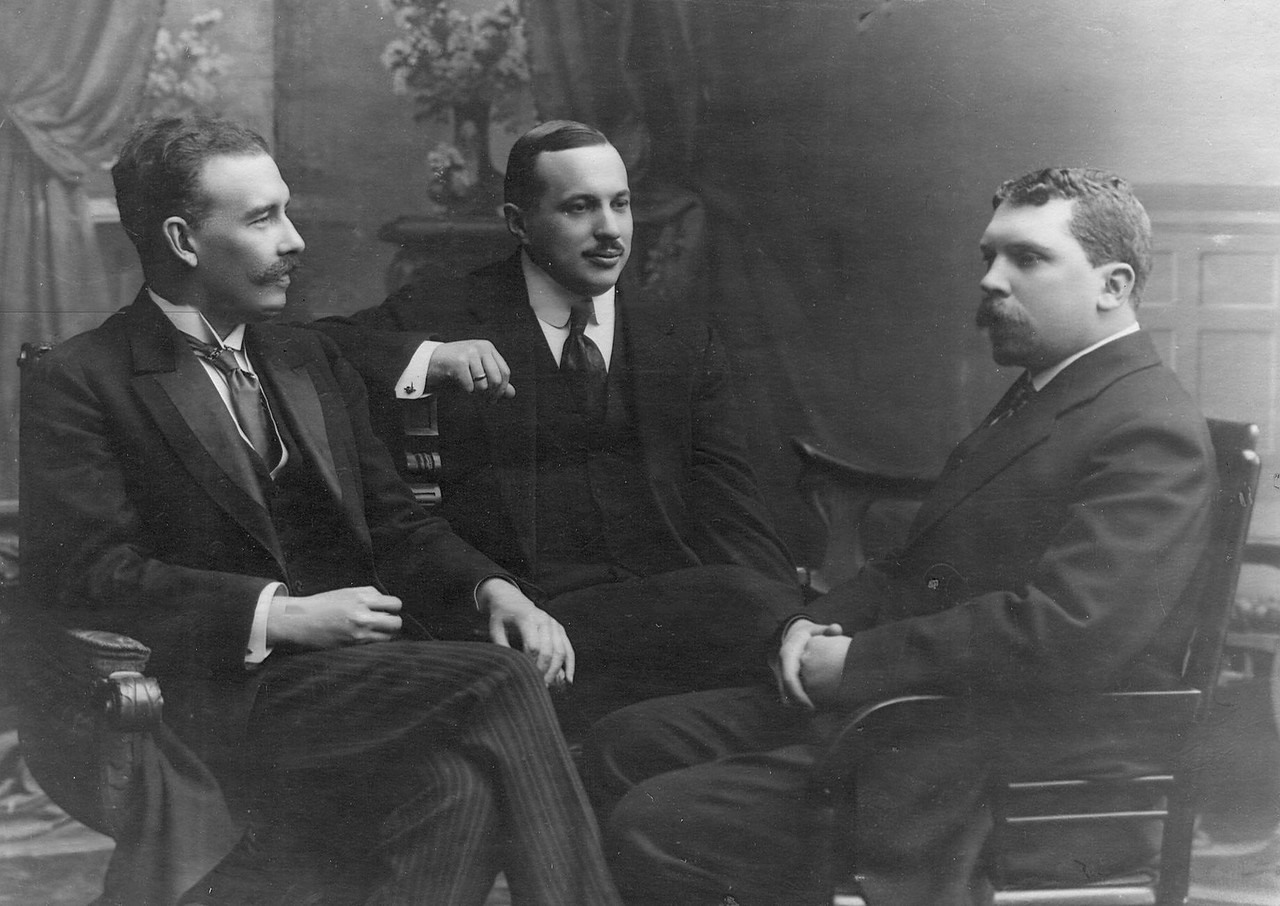
М. Д. Калугин (в центре) с депутатами 4-й Государственной Думы Л. А. Велиховым и А. А. Барышниковым.

В 1912 году был избран в члены Государственной думы от города Санкт-Петербурга 1-м съездом городских избирателей. Был секретарем фракции прогрессистов. После выхода фракции из Прогрессивного блока перешел в конституционно-демократическую фракцию. Состоял секретарем распорядительной комиссии, а также членом комиссий: бюджетной, по городским делам, по направлению законодательных предположений и по военным и морским делам.
В годы Первой мировой войны состоял особоуполномоченным 1-го передового санитарно-питательного отряда Петроградской области комитета Всероссийского союза городов, а затем — помощником особоуполномоченного ВСГ Северо-3ападного фронта. Входил в Особое совещание для обсуждения и объединения мероприятий по обороне государства.
После Февральской революции был комиссаром Временного комитета Государственной думы над Главным телеграфом. Занимался подготовкой реформы Городового положения, начатой в марте 1917 года Петроградским городским головой Ю. Н. Глебовым. Затем был назначен комиссаром ВКГД в бывшую Придворную певческую капеллу и бывший Придворный оркестр.
10 апреля 1917 года кооптирован в ЦК конституционно-демократической партии, а на майском съезде партии — избран членом ЦК. В августе того же года был избран гласным Центральной городской думы Петрограда как кадет. В сентябре был участником Всероссийского Демократического совещания и членом Временного совета Российской республики.
После Октябрьской революции эмигрировал в Финляндию, жил в Гельсингфорсе. Был членом Совета и управления при Главноуполномоченном РОКК в Финляндии, а также членом Особого комитета по делам русских в Финляндии. Входил в литературно-художественный кружок «Веретено».
Умер в 1924 году. Похоронен на православном кладбище Хельсинки. Был женат, имел двух дочерей.